# 赤松 (名古屋市)
赤松（あかまつ）は、愛知県名古屋市緑区の地名。丁番を持たない単独町名である。住居表示未実施。

## 地理
名古屋市緑区の北東部に位置し、東に東神の倉、西と北に神の倉、南に藤塚と接する。

## 歴史

### 町名の由来
鳴海町の小字名「赤松」による。字義通り、アカマツが生えていたのだという。

### 沿革
- 2006年（平成18年）11月18日 - 緑区鳴海町字赤松・大池下・神ノ倉・白土の各一部により、同区赤松として成立する[1]。

## 世帯数と人口
2019年（平成31年）3月1日現在の世帯数と人口は以下の通りである。
| 町丁 | 世帯数 | 人口  |
| ---- | ------ | ----- |
| 赤松 | 72世帯 | 177人 |

### 人口の変遷
国勢調査による人口の推移
| 2010年（平成22年） | 157人 |  |
| 2015年（平成27年） | 176人 |  |

## 学区
市立小・中学校に通う場合、学校等は以下の通りとなる。また、公立高等学校に通う場合の学区は以下の通りとなる。
| 番・番地等 | 小学校                 | 中学校                 | 高等学校 |
| ---------- | ---------------------- | ---------------------- | -------- |
| 全域       | 名古屋市立神の倉小学校 | 名古屋市立神の倉中学校 | 尾張学区 |

## 交通
- 愛知県道36号諸輪名古屋線

## その他

### 日本郵便
- 郵便番号 : 458-0837[4]（集配局：緑郵便局[12]）。